# Rikito Inoue
Rikito Inoue (japanisch 井上黎生人 Inoue Rikito; * 9. März 1997 in der Präfektur Shimane) ist ein japanischer Fußballspieler.

## Karriere
Inoue erlernte das Fußballspielen in der Schulmannschaft der Kagoshima Jitsugyo High School. Seinen ersten Vertrag unterschrieb er 2015 bei Gainare Tottori. Der Verein, der in der Präfektur Tottori beheimatet ist, spielte in der dritten japanischen Liga, der J3 League. Für Gainare absolvierte er 98 Drittligaspiele. Im Januar 2021 wechselte er in die zweite Liga. Hier schloss er sich Fagiano Okayama an. Für den Verein aus Okayama absolvierte er 42 Zweitligaspiele. Im Januar 2022 unterschrieb er einen Vertrag beim Erstligaaufsteiger Kyōto Sanga in Kyōto. Nach insgesamt 56 Ligaspielen, in denen er ein Tor erzielte, wechselte er im Januar 2024 zum ebenfalls in der ersten Liga spielenden Urawa Red Diamonds.